# Johnson County War

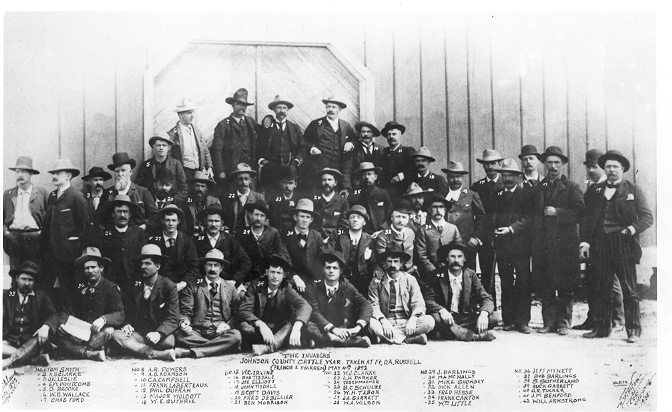
Grupa awanturników zebrana przez wielkich hodowców bydła w 1892

Johnson County War (dosł. „wojna w hrabstwie Johnson”) – konflikt o wypas na otwartej przestrzeni przełomu lat 80. i 90. XIX wieku rozgrywający się w amerykańskim hrabstwie Johnson w Wyoming pomiędzy wielkimi (skupionymi w Stowarzyszeniu Hodowców Bydła w Wyomingu) i drobnymi (skupionymi w Stowarzyszeniu Farmerów i Hodowców Północnego Wyomingu) hodowcami bydła (ranczerami), zakończony zarządzoną przez prezydenta Benjamina Harrisona interwencją armii amerykańskiej.

## Geneza. Przebieg. Następstwa
W następstwie wprowadzonej w 1884 ustawy Maverick Law na otwartym pastwisku za własność stowarzyszenia wielkich hodowców było uznawane każde nieoznakowane cielę, jednak jego (niewątpliwie zachodząca) kradzież ze strony drobnych ranczerów z powodu przynależności tych ostatnich do lokalnej społeczności nie kończyła się wyrokami skazującymi ze strony przysięgłych. Wobec niepowodzenia drogi sądowej wielcy hodowcy w Wyomingu (zrzeszeni w Stowarzyszeniu Hodowców Bydła w Wyomingu) zdecydowali się egzekwować prawo na drodze samosądów – ich pierwszymi ofiarami stali się (pozostający w związku uczuciowym): James Averell i Ella Watson, napadnięci (sprawcy, mimo znanej tożsamości, wobec braku świadków nie zostali skazani) w 1889 na swoim ranczu (leżącym na terenie uważanym przez hodowców za otwarte pastwisko) w następstwie oskarżeń o kradzież i przywłaszczenie bydła – to wydarzenie zaowocowało powołaniem przez drobnych ranczerów własnego stowarzyszenia (Stowarzyszenie Farmerów i Hodowców Północnego Wyomingu) i rozpoczęcia współdziałania w zakresie spędu bydła. Próba przegnania ich bydła w 1892 bezpośrednio na wschód (pomijając powiązane ekonomicznie z przeciwnikami linie kolejowe) spotkała się z kontrakcją ze strony wielkich hodowców – grupa awanturników wynajęta przez tych ostatnich zabiła zawczasu i mającego dowodzić spędem Nathana Championa, i trzy osoby mające w nim pomagać, co spowodowało założenie przez lokalną społeczność straży obywatelskiej i wnioskowanie o samosąd nad winnymi, do którego nie doszło ze względu na interwencję wojsk federalnych wysłanych na żądanie prezydenta Benjamina Harrisona (w następstwie petycji ze strony wielkich hodowców) w celu przywrócenia porządku (zabójcom ostatecznie udało się zbiec, a sprawa została umorzona). Konflikt ten był ostatnim, w którym nie został złamany opór wielkich hodowców wypasających bydło na otwartej przestrzeni, późniejsza ekonomika hodowli spowodowała z jednej strony rozwój mniejszych obszarowo, zamkniętych rancz, z drugiej – zmianę hodowanych ras bydła z teksaskiej długorogiej na Angus, Hereford i Brahman.